# Province del Burundi

Province del Burundi (fino al 2015)

Province del Burundi (dal 2015)

Le province del Burundi sono la suddivisione territoriale di primo livello del Paese e sono pari a 18. Ciascuna provincia si suddivide a sua volta in comuni e, ad eccezione della provincia di Bujumbura Rurale, prende il nome dal rispettivo capoluogo.
Nel 1946, sotto l'amministrazione coloniale belga, il Burundi (all'epoca chiamato Urundi) era suddiviso in 7 'Territori: Bururi, Hinga, Kitega, Ngozi, Rutana, Ruyigi e Usumbura, poi trasformati in province.
La provincia di Rumonge è stata costituita il 26 marzo del 2015 dall'unione di più comuni appartenenti alle province di Bujumbura Rural e di Bururi (nelle mappe sottostanti, si fa riferimento alla situazione antecedente all'istituzione della nuova provincia)..

## Lista
| Localizzazione | Provincia                     | Capoluogo | Popolazione (2008) | Superficie (Km2) |
| -------------- | ----------------------------- | --------- | ------------------ | ---------------- |
|                | Provincia di Bubanza          | Bubanza   | 338 023            | 1 089            |
|                | Provincia di Bujumbura Mairie | Bujumbura | 497 166            | 87               |
|                | Provincia di Bujumbura Rurale | Isale     | 464 818            | 1 060            |
|                | Provincia di Bururi           | Bururi    | 313 102            | 1 645            |
|                | Provincia di Cankuzo          | Cankuzo   | 228 873            | 1 965            |
|                | Provincia di Cibitoke         | Cibitoke  | 460 435            | 1 636            |
|                | Provincia di Gitega           | Gitega    | 725 223            | 1 979            |
|                | Provincia di Karuzi           | Karuzi    | 436 443            | 1 457            |
|                | Provincia di Kayanza          | Kayanza   | 585 412            | 1 233            |
|                | Provincia di Kirundo          | Kirundo   | 628 256            | 1 703            |
|                | Provincia di Makamba          | Makamba   | 430 899            | 1 960            |
|                | Provincia di Muramvya         | Muramvya  | 292 589            | 696              |
|                | Provincia di Muyinga          | Muyinga   | 632 409            | 1 836            |
|                | Provincia di Mwaro            | Mwaro     | 273 143            | 840              |
|                | Provincia di Ngozi            | Ngozi     | 660 717            | 1 474            |
|                | Provincia di Rumonge          | Rumonge   | 352 026            | 1 080            |
|                | Provincia di Rutana           | Rutana    | 333 510            | 1 959            |
|                | Provincia di Ruyigi           | Ruyigi    | 400 530            | 2 339            |